# Nitrospinota
Phylum
Synonymes
- Nitrospinae Lückerr et al. 2013
- Nitrospinota Park et al. 2020

Les Nitrospinota sont un phylum monotypique du règne des Pseudomonadati, au sein du domaine Bacteria. Son nom provient de Nitrospina qui est le genre type de ce phylum. Ce sont des bactéries marines oxydant le nitrite.
Selon la LPSN (12 mai 2025) ce phylum ne comporte qu'une seule classe, les Nitrospinia Lücker et al. 2022.

## Historique
Nitrospinota a d'abord été décrit au rang d'ordre en 2013 sous le nom de Nitrospinae par Lücker et al. mais ces travaux n'ont pas été publiés de manière valide au sens de l'ICSP. En 2020, c'est au tour de Park et al. de proposer le nouveau nom Nitrospinota pour ce même taxon comme phylum, mais là non plus la publication n'a pas été effectuée selon les critères de validité avec entre autres une absence d'explication de la formation du nom et de l'autorité du nom. Ce n'est qu'en 2021 que ce nouveau nom est validé, en même temps que la publication de 41 autres phylum bactériens par Oren et Garrity, tout en maintenant l'autorité de nomenclature à Lücker mais assorti de la date de 2021,.

## Taxonomie

### Étymologie
L'étymologie du phylum Nitrospinota est la suivante : Ni.tro.spi.no’ta N.L. fem. n. Nitrospina, genre type du phylum; N.L. neut. pl. n. suff. -ota, suffixe utilisé pour définir un phylum; N.L. neut. pl. n. Nitrospinota, le phylum des Nitrospina,.

## Liste des classes
Les Nitrospinota ne comptent donc qu'une seule classe, les Nitrospinia, dont le nom a été publié de manière valide en 2022, ainsi qu'un genre publié de manière non valide, Candidatus Nitromaritima et susceptible de représenter un autre classe,,. 